# Damdinsürengín Ňamchű
Damdinsürengín Ňamchű nebo Ňamchű Damdinsüren (* 25. září 1979) je bývalý mongolský zápasník – judista a sambista.

## Sportovní kariéra
Pochází z ajmagu Uvs z ojratské kočovné rodiny. Jeho strýc Džamsran je trojnásobným mistrem světa v zápasu sambo. Od dětství se věnoval tradičnímu mongolskému zápasu böch. Do mongolské sambistické a judistické reprezentace byl vybrán koncem devadesátých let dvacátého století. V roce 2003 získal titul mistra světa v zápasu sambo ve střední váze do 82 kg. V témže roce však utrpěl zranění ramene. V roce 2004 startoval na olympijských hrách v Athénách, kde vypadl v úvodním kole s Kubáncem Gabrielem Arteagou. Po olympijských hrách podstoupil operaci zraněného ramene. V roce 2006 vyhrál prestižní Asijské hry v katarském Dauhá.
V roce 2008 startoval na olympijských hrách v Pekingu, kde v úvodním kole nestačil v takticky vedeném zápase na jednu penalizaci (šido) na Nizozemce Guillaume Elmonta. Přes opravy se probojoval do boje o třetí místo proti Ukrajinci Romanu Honťukovi. Úvod zápasu nezachytil a dostal Ukrajince do vedení na wazari (sumi-gaeši) a juko (sukui-nage). V závěru dostal svého soupeře pod velký tlak, ale zápas ve svůj prospěch neotočil. Obsadil dělené 5. místo. Sportovní kariéru ukončil v roce 2011.

## Výsledky

### Judo
| Olympijské hry    |     |    |     | úč. |   |    |     | 5. |     |     |  |  |  |  |  |
| Mistrovství světa | úč. |    | úč. |     | — |    | úč. |    | úč. | úč. |  |  |  |  |  |
| Asijské hry       |     | 3. |     |     |   | 1. |     |    |     | —   |  |  |  |  |  |
| Mistrovství Asie  | 2.  |    | 1.  | úč. | ? |    | —   | —  | —   |     |  |  |  |  |  |
| Univerziáda       | —   |    | úč. |     |   |    | —   |    | —   |     |  |  |  |  |  |
| Akademické MS     |     | —  |     | —   |   | —  |     |    |     |     |  |  |  |  |  |

### Sambo
| Turnaj            | 2001 | 2002 | 2003 |
| Turnaj            | 22   | 23   | 24   |
| Turnaj            | -82  | -82  | -82  |
| ----------------- | ---- | ---- | ---- |
| Mistrovství světa | úč.  | 5.   | 1.   |